# Fake Love (album Smolastego)
Fake Love – pierwszy album studyjny polskiego wokalisty Smolastego. Wydawnictwo ukazało się 7 września 2018 roku, nakładem wytwórni muzycznej Warner Music Poland.
Nagrania uzyskały status platynowej płyty.

## Lista utworów
Opracowano na podstawie materiału źródłowego.
| Nr  | Tytuł utworu                     | Długość |
| --- | -------------------------------- | ------- |
| 1.  | „Mgła”                           | 3:03    |
| 2.  | „Kombek”                         | 3:16    |
| 3.  | „Uzależniony” (feat. Otsochodzi) | 3:13    |
| 4.  | „Antidotum”                      | 2:50    |
| 5.  | „Młoda gwiazda”                  | 2:48    |
| 6.  | „Ikona”                          | 3:00    |
| 7.  | „Fake Love” (feat. Białas)       | 2:59    |
| 8.  | „Nieodebrane”                    | 2:24    |
| 9.  | „Puls”                           | 3:17    |
| 10. | „Uciekam stąd”                   | 2:55    |
| 11. | „Do końca”                       | 2:54    |
| 12. | „Fake Love (Acoustic Version)”   | 2:38    |
| 13. | „Uzależniony (Remix)”            | 3:08    |
|     |                                  | 38:25   |